# Palaeomolis lemairei
Palaeomolis lemairei là một loài bướm đêm thuộc phân họ Arctiinae, họ Erebidae.